# Crinum
Crinum és un gènere de plantes de la família de les amaril·lidàcies (Amaryllidaceae). Pertanyen al grup de plantes que s'anomenen "lliris". Hi ha unes 180 espècies. Cal destacar:
- Crinum abyssinicum
- Crinum africanum
- Crinum amabile
- Crinum americanum
- Crinum ammocharoides
- Crinum amoenum
- Crinum asiaticum - lliri asiàtic
- Crinum augustum
- Crinum bulbispermum
- Crinum buphanioides
- Crinum calamistratum
- Crinum campanulatum
- Crinum commelini
- Crinum congolense
- Crinum crassipes
- Crinum crispum
- Crinum darienensis
- Crinum erubescens
- Crinum giganteum
- Crinum graminicola
- Crinum heterostyla
- Crinum jagus
- Crinum kirkii
- Crinum longifolium
- Crinum macowanii
- Crinum mauritianum
- Crinum minimum
- Crinum moorei
- Crinum pacificum
- Crinum pedunculatum
- Crinum podophyllum
- Crinum powellii
- Crinum procerum
- Crinum purpurascens
- Crinum sanderianum
- Crinum speciosum
- Crinum thaianum
- Crinum urceolatum
- Crinum xanthophyllum
- Crinum zeylanicum